# Буковина (Львовская область)
Буковина (укр. Буковина) — село в Ходоровской городской общине Стрыйского района Львовской области Украины.
Население по переписи 2001 года составляло 554 человека. Занимает площадь 1,17 км². Почтовый индекс — 81763. Телефонный код — 3239.

## История
С августа 1940 года Буковина вошла в СССР (Черновицкая область УССР). На то время тут проживало более 100000 евреев. Уже с начала июля 1941 года тут начался Холокост.

## Музеи
Основан «Музей истории и культуры евреев Буковины», в котором (среди прочего) освещена история гетто Буковины.